# Предраг Нешковић
Предраг Пеђа Нешковић (Бијела, 13. септембар 1938) српски је сликар.

## Биографија
Завршио је Академију примењених уметности у Београду 1965. у класи професора Михаила С. Петрова. Од 1958. године излагао је на великом броју групних изложби у Србији, Југославији и иностранству.
Предраг Пеђа Нешковић је ступио на уметничку сцену почетком шездесетих година у периоду доминације енформела и апстракције са сликама које су биле блиске београдској новој фигурацији тог периода, са елементима поп-арта и поетске фантастике. Оне су тумачене и у контексту симболошких форми имагинативног света као реакција на техницистичко окружење својствено том времену. Седамдесетих година Нешковић мења стилску ликовност према лиризму, ироничности и наративним анегдотама. Та нова иконографија се односи на потрошачко друштво које је захватило и нашу свакодневицу. Језиком 'шунда и кича' он реагује на те архетипове епохе. Током осамдесети Нешковић поново мења поетику у правцу постмодерне парадигме, да би у најновијим радовима прибегао деконструктивистичким инсталацијама пуних ироније и подсмеха према свету који негује безвредне, индустријске производе који треба да замене уметничко стваралаштво.

## Самосталне изложбе
- 1960 Дом ЈНА, Требиње
- 1965 Градски музеј, Ровињ, Галерија Графички колектив, Београд
- 1966 Атеље 212, Београд
- 1967 Салон Музеја савремене уметности, Београд, Раднички универзитет, Нови Сад
- 1968 Раднички универзитет, Краљево
- 1970 Раднички универзитет, Нови Београд
- 1973 Ликовна Галерија културног центра, Београд, Салон Ликовне јесени, Сомбор
- 1974. —{Grabowski Gallery}-, Лондон, Галерија Форум, Загреб, Фабрика „Пољострој“, Оџаци
- 1978 Салом Музеја савремене уметности, Београд, Мала галерија, Зрењанин
- 1979. —{Centro Culturale Giorgio Morandi}-, Рим
- 1980 Галерија Форум, Загреб, Мала галерија, Љубљана
- 1981 Галерија Кршеван, Шибеник, Уметничка галерија „Надежда Петровић“, Чачак, Галерија Спектар, Загреб
- 1983 Салон музеја савремене уметности, Београд
- 1985 Галерија САНУ, Београд
- 1986 Себастиан галерија, Дубровник
- 1988. — 1989 Музеј савремене уметности, (ретроспективна изложба), Београд

## Награде
- 1965 Награда Анала, Ровињ
- 1966 1. награда за сликарство, IV бијенале младих, Ријека
- 1968 Награда Радио-телевизије Београд, Београд
- 1985 Награда 'Иван Табаковић', САНУ, Београд